# Danse cambodgienne
La danse du Cambodge peut être divisée en trois catégories principales :
- classique, élaboré dans les cours royales,
- populaire, décrivant la vie quotidienne,
- vernaculaire, ayant une fonction sociale.

## La danse classique
La danse classique khmère était à l'origine uniquement exécutée devant la famille royale. En khmer, on l'appelle robam preah reachea trop, ce qui signifie "danse de richesse royale".
La danse classique khmère a de nombreux éléments en commun avec la danse classique thaïe, vraisemblablement en raison d'échanges culturels entre les cours des deux pays. Les costumes khmers et thaïs étaient à l'origine très similaires, mais de légers changements et des réformes apportés par la reine Kossamak Nearireath ont modifié le costume khmer. Au milieu du XXe siècle, la danse de cour a été portée à la connaissance du public. Elle est désormais exécutée durant des événements publics, des fêtes nationales et pour les touristes.

### Danseuse classique khmère

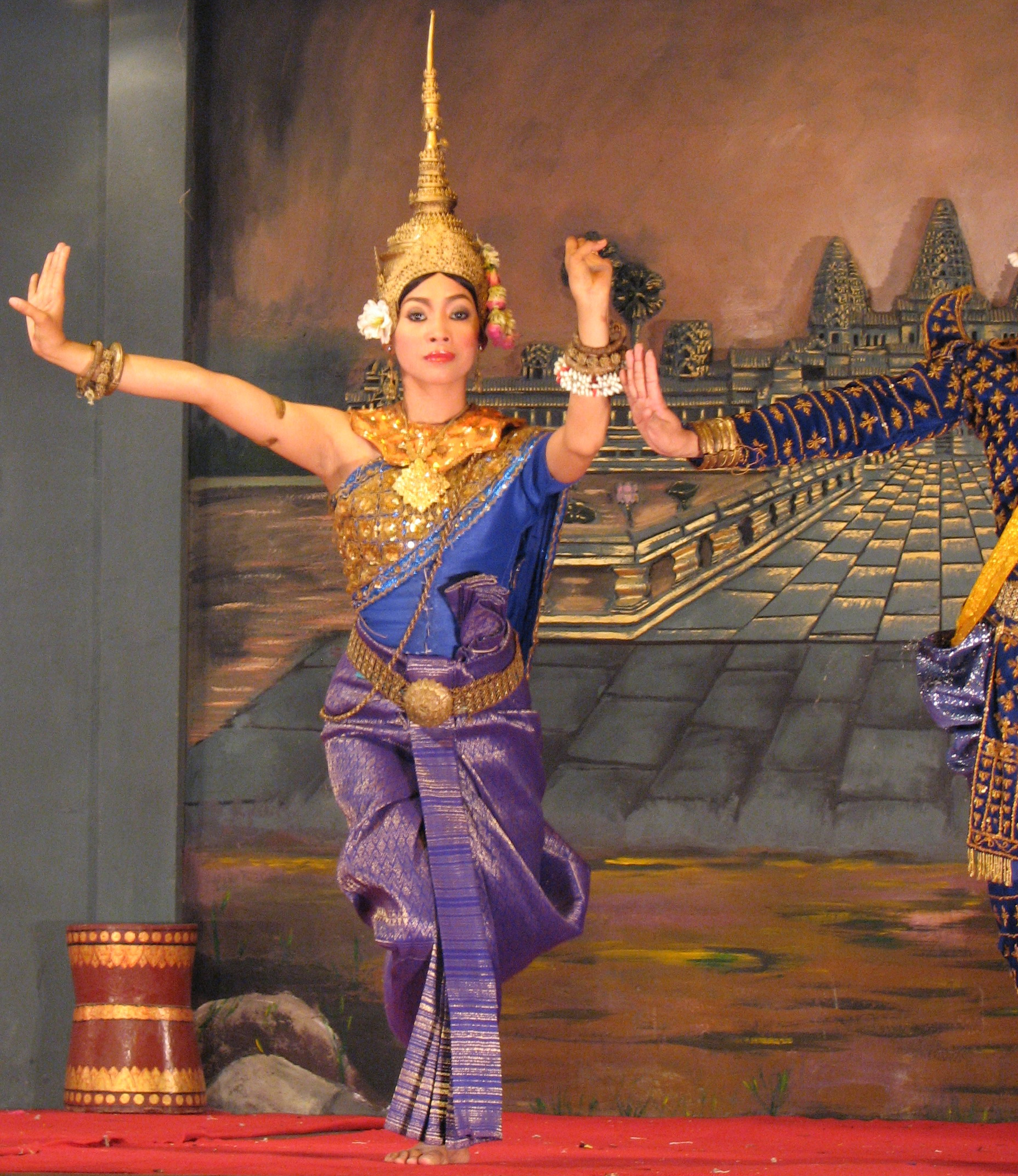
Danseuse classique khmère
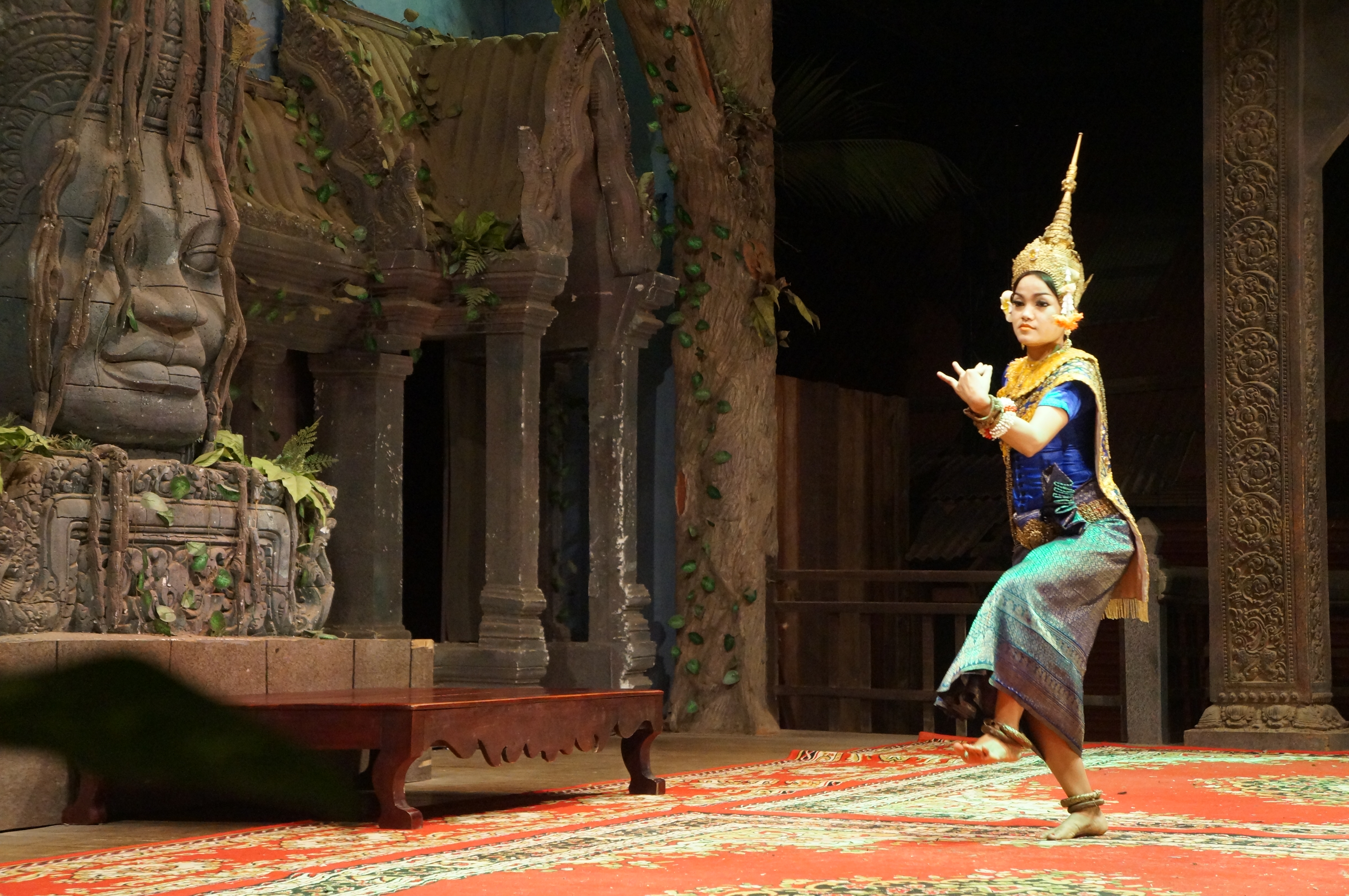
Danseuse classique khmère.
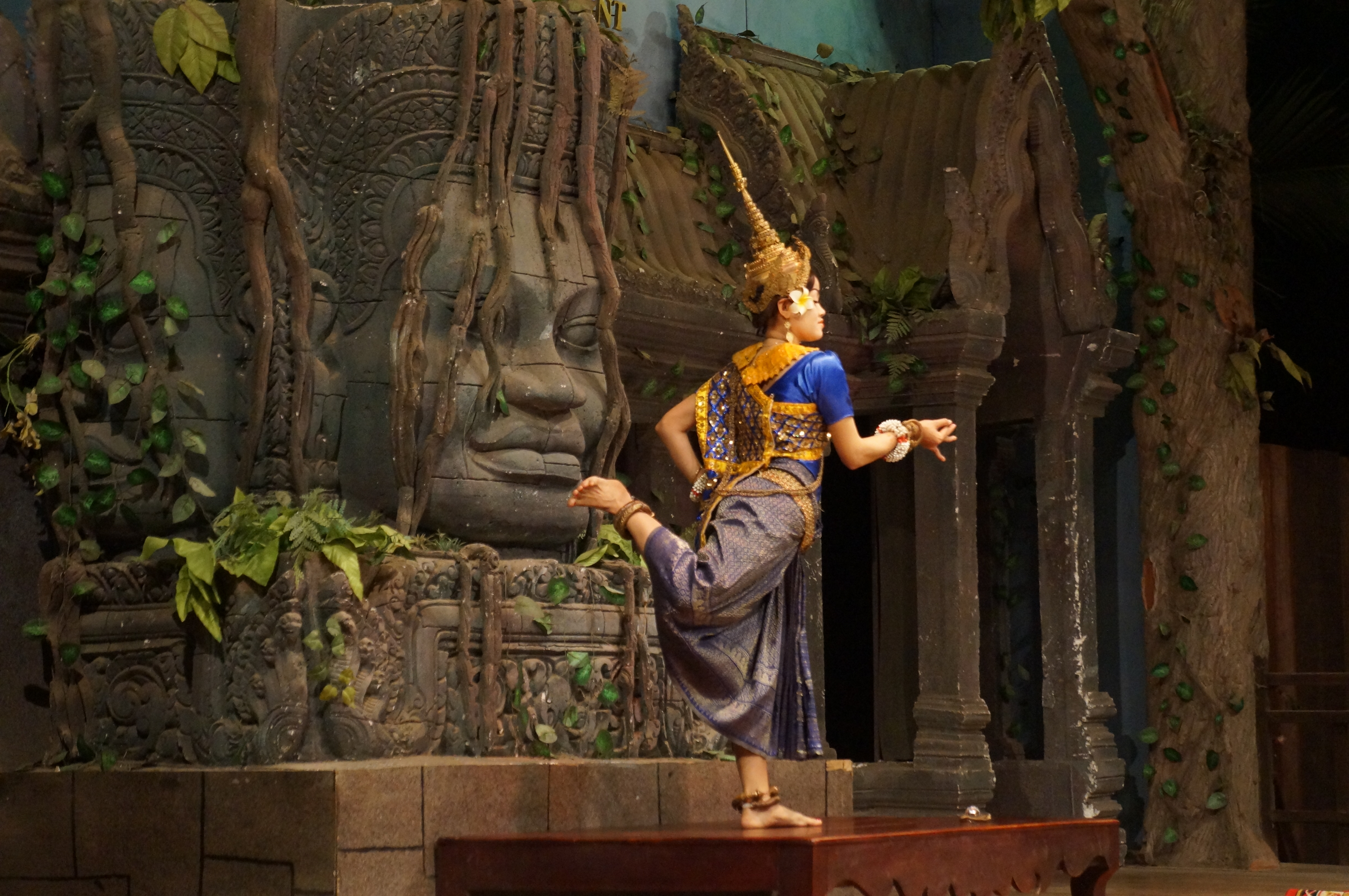
Danseuse classique khmère.
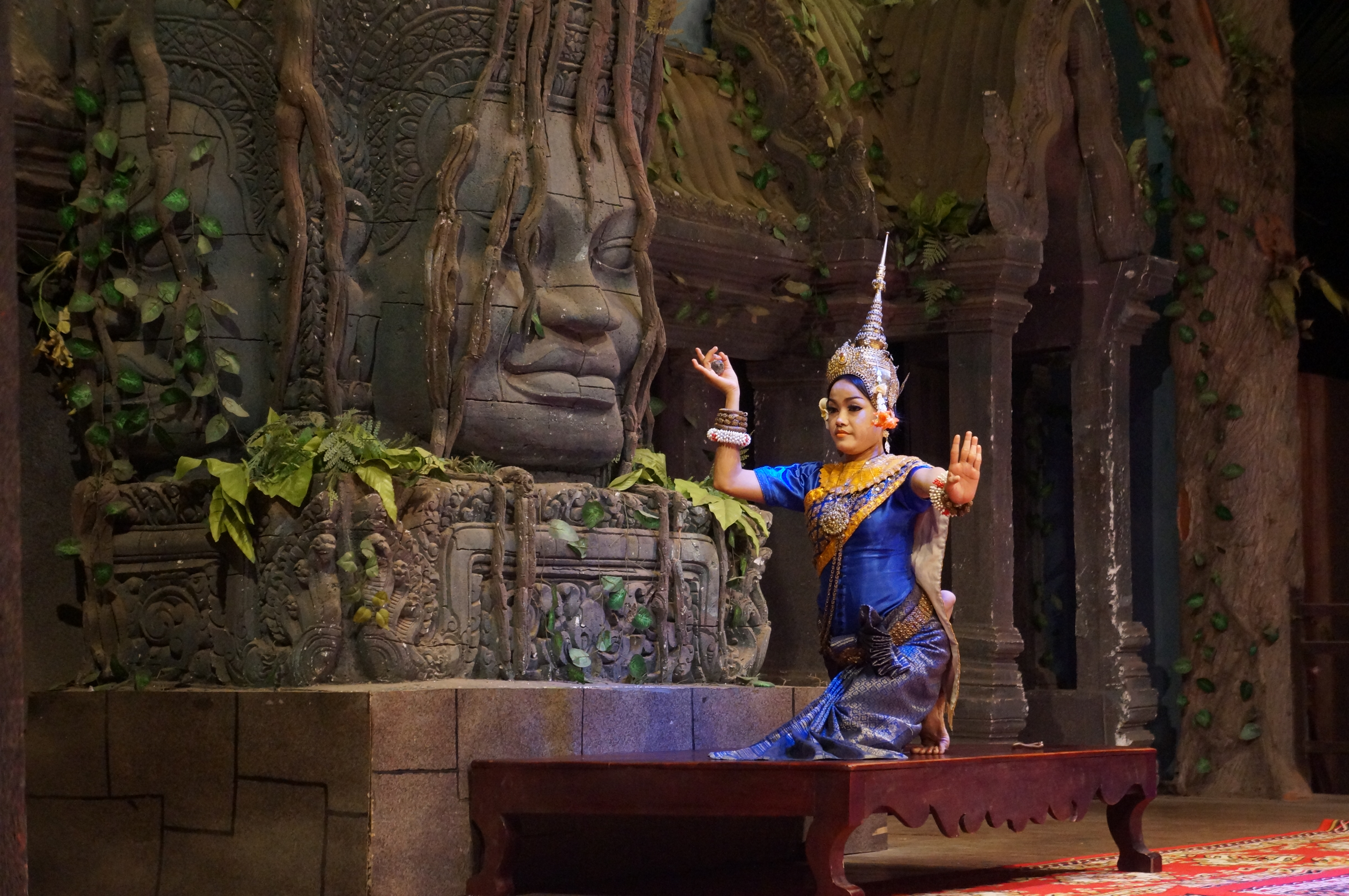
Danseuse classique khmère.
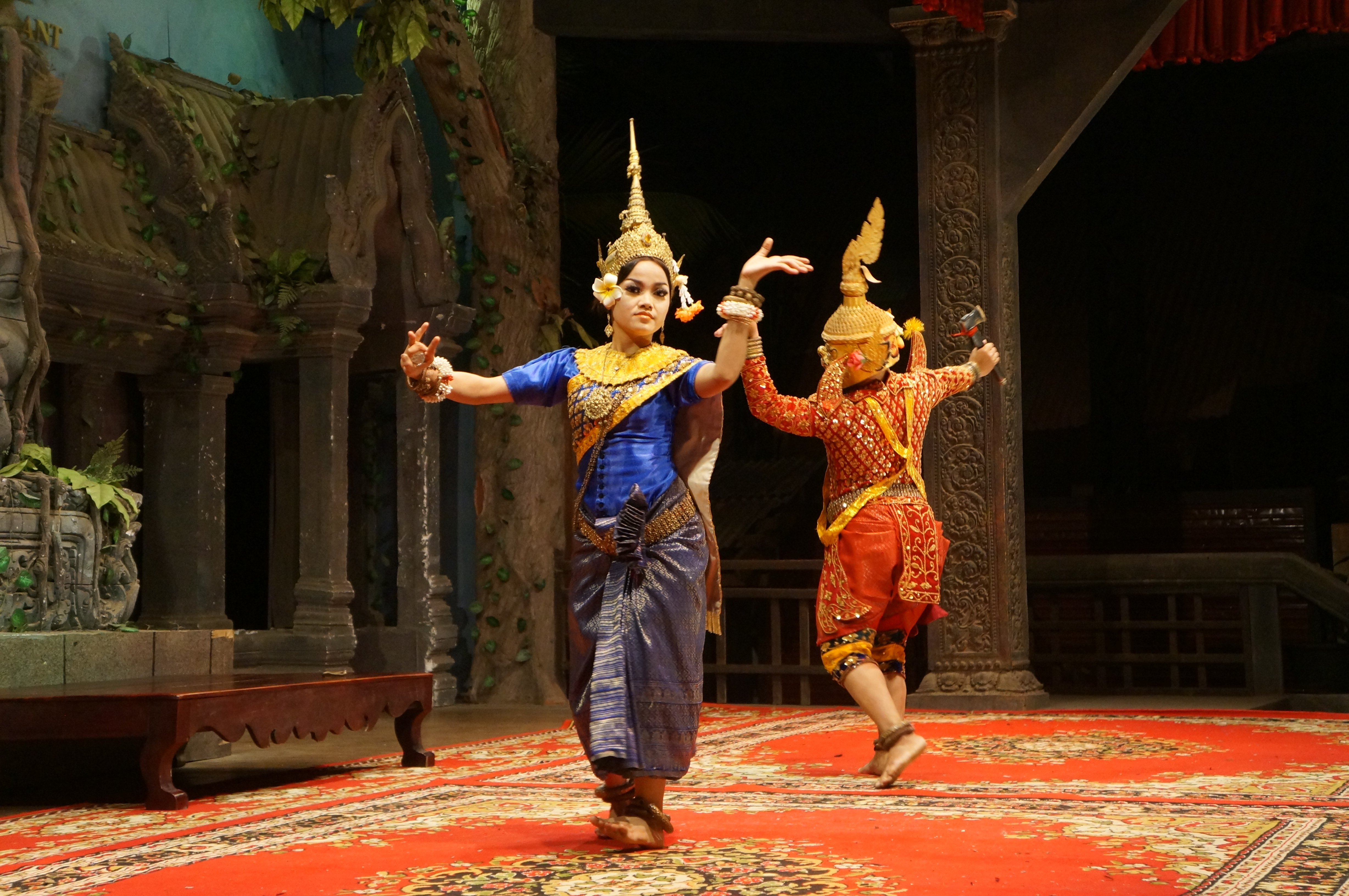
Danseurs classiques khmères.
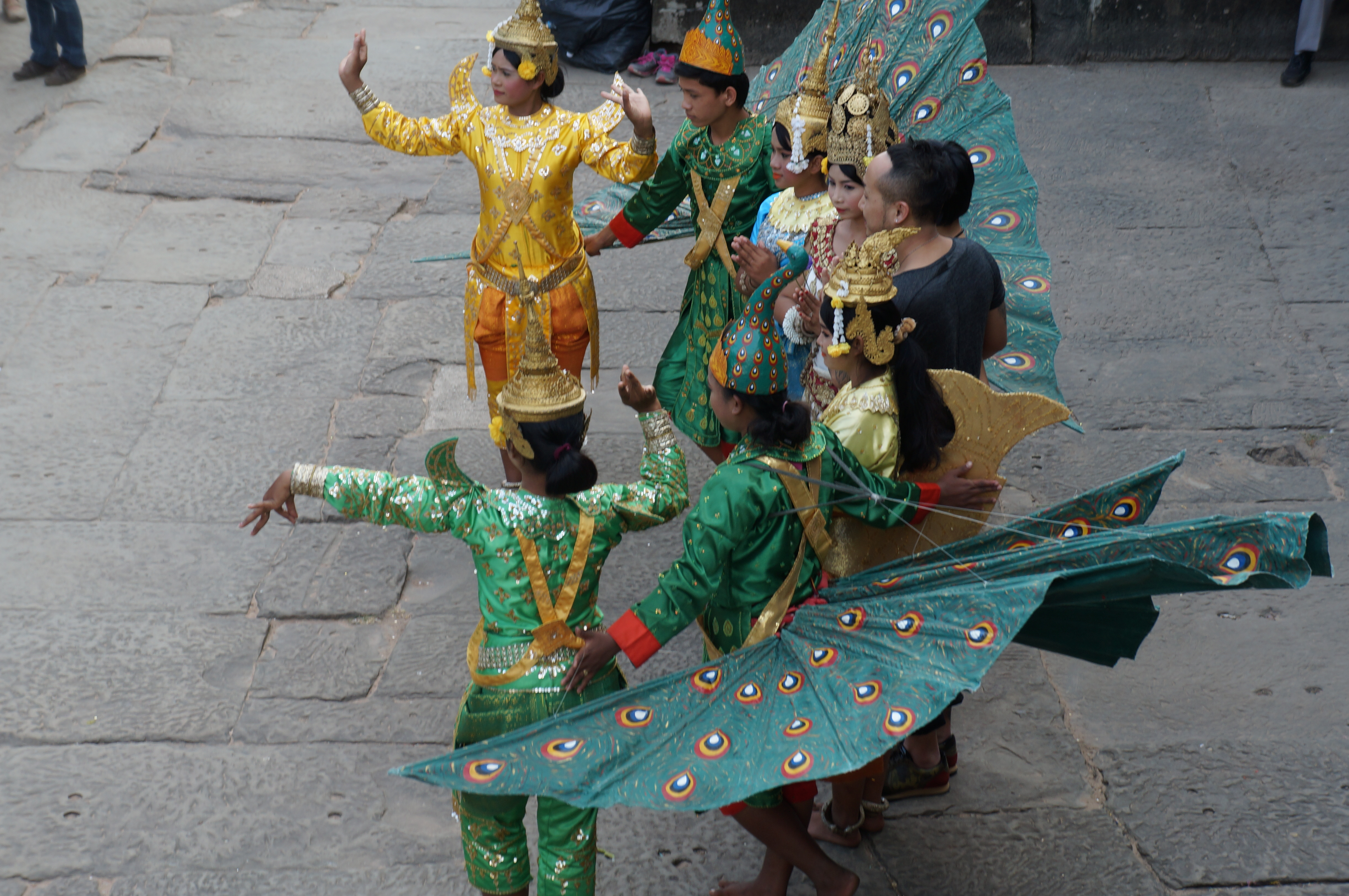
Danseuses classiques khmères.
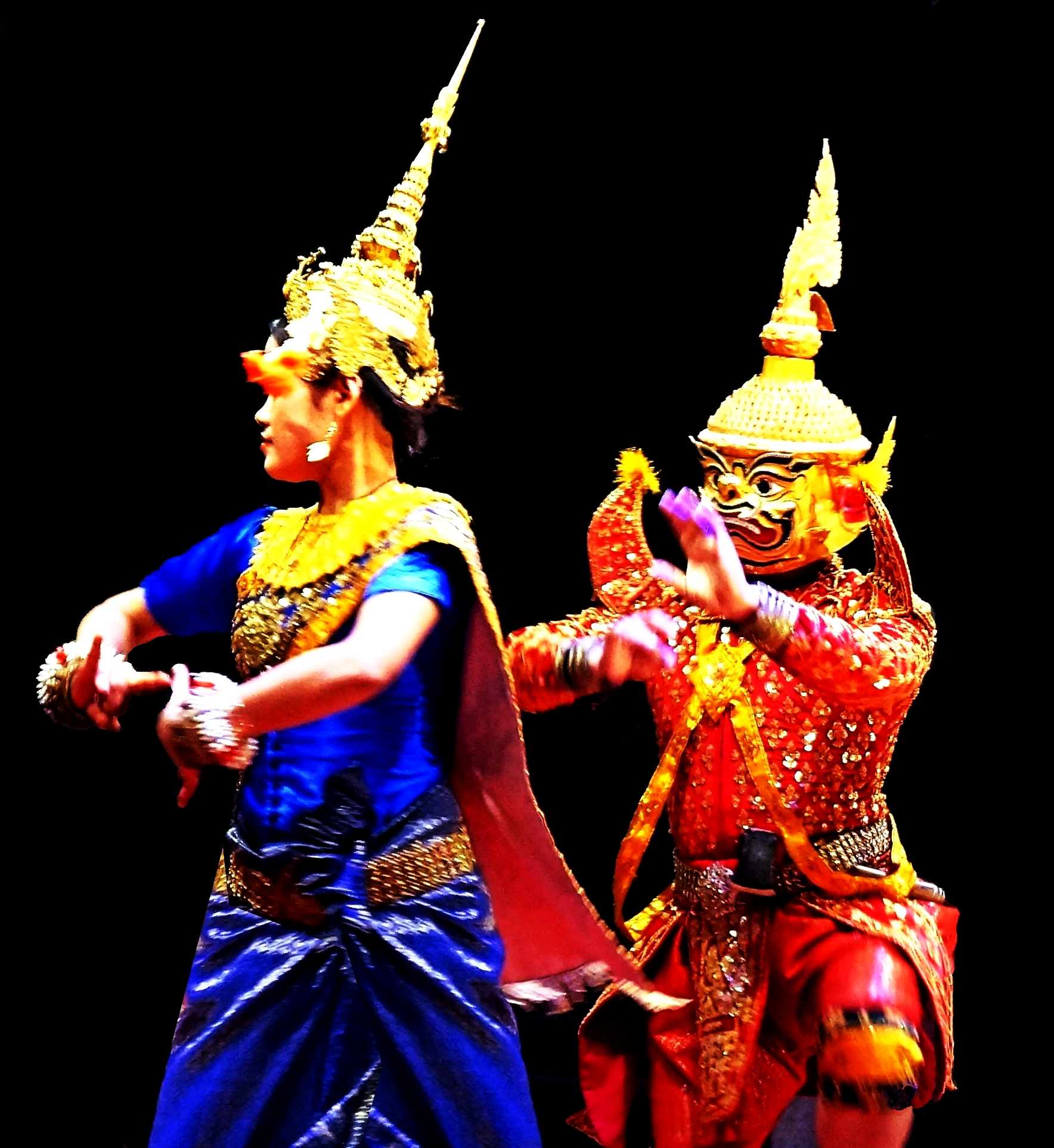
Danseurs classiques khmères.

## Les danses populaires

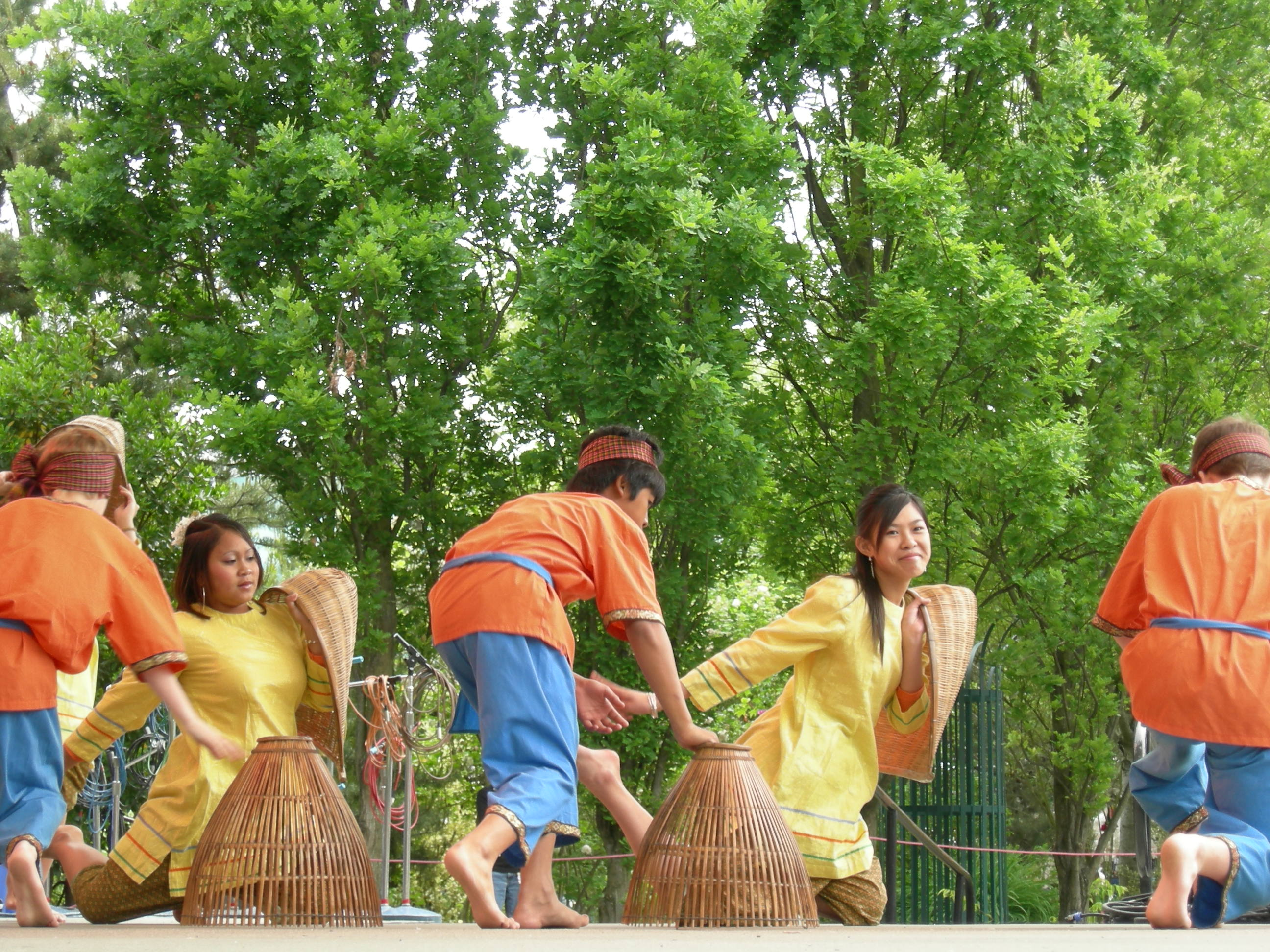
Danse populaire cambodgienne lors du Northwest Folklife Festival de Seattle aux États-Unis

Contrairement à la danse de cour, les danses populaires khmères ont un rythme rapide. Les mouvements et gestes n'en sont pas aussi stylisés. Les costumes sont ceux des gens dont elles décrivent la vie, paysans, montagnards. Elles sont accompagnées par un orchestre mahori, semblable au pinpeat, avec plus d'instruments à cordes et une flûte à la place du hautbois sralai.

## Danses vernaculaires
On les danse lors d'événements de la vie sociale. Elles comprennent notamment le ramvong (similaire au lam vong thaï ou lao), le ram kbach, le ram saravan, le lam leav (littéralement "danse lao"). Certaines de ces danses témoignent d'une influence des danses traditionnelles du Laos. En revanche, le rom kbach, par exemple, est largement inspiré de la danse de cour.